# Elois Jenssen
Elois Jenssen (Palo Alto, 5 de novembro de 1922 — Los Angeles, 14 de fevereiro de 2004) é um figurinista estadunidense. Venceu o Oscar de melhor figurino na edição de 1951 por Samson and Delilah, ao lado de Edith Head, Charles LeMaire, Dorothy Jeakins, Gile Steele e Gwen Wakeling.